# 댄 이노산토
댄 이노산토(영어: Dan Inosanto, 1936년 7월 24일 ~ )는 미국의 영화배우이다. 절권도인이자 이소룡의 제자이기도 하며 이소룡의 마지막 작품인 사망유희에 출연하였다.

## 출연 작품
- 이소룡의 생과 사 (1973년)
- 이소룡 일대기 생과 사 (1977년)
- 사망유희 (1978년)
- 샤키 머신 (1981년)
- 용적영자 (1981년)
- 맹룡생사 (1984년)
- 빅 트러블 (1986년)
- 이소룡 - 전사의 여행 (2000년)
- 레드벨트 (2008년)